# Gustav Hasselbach

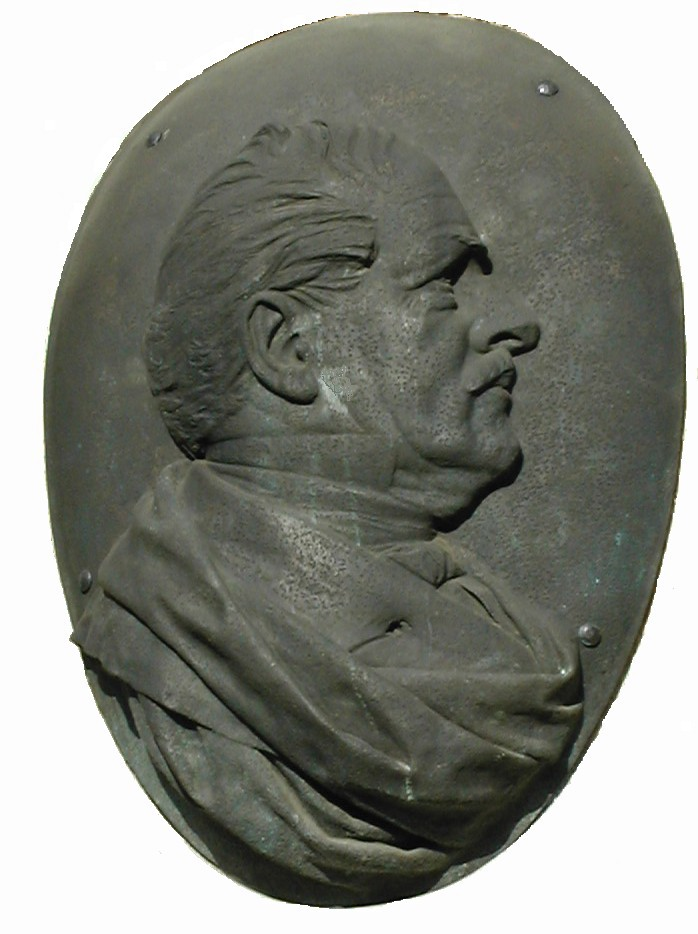
Gustav Hasselbach

Carl Gustav Friedrich Hasselbach (* 21. März 1809 in Stettin; † 21. April 1882 in Magdeburg) war Geheimer Regierungsrat, Kommunalpolitiker und über 30 Jahre (Ober)bürgermeister der Stadt Magdeburg.

## Leben
Er war der Sohn des preußischen Justizrates Gustav Hasselbach (* 1778; † 1818) und der Charlotte geb. Cober († 1823). Hasselbach besuchte zunächst in Stettin die Schule und studierte dann in Göttingen und Berlin Rechts- und Kameralwissenschaften. 1830 trat er in den preußischen Staatsdienst ein. 1836 kam er als stellvertretender Departementsdomänrat nach Magdeburg. 1839 wurde er zum Regierungsrat ernannt und nach Gumbinnen versetzt. Nach einer kurzzeitigen erneuten Tätigkeit in Magdeburg im Jahr 1842 wurde er in das königliche Hausministerium versetzt. Nach seiner Ernennung zum Oberregierungsrat wurde er Abteilungsdirigent in Minden.
1850 war er Abgeordneter im Volkshaus des Erfurter Unionsparlaments. Am 20. August 1851 wurde er zum ersten Bürgermeister in Magdeburg gewählt. Dieser Wahl waren heftigste politische Auseinandersetzungen vorausgegangen. 1848 hatte der letzte Oberbürgermeister August Wilhelm Francke sein Amt wegen der Auseinandersetzungen in der Revolution 1848 niedergelegt. Magdeburg verfügte seit drei Jahren über keinen Oberbürgermeister. In der Stadtverordnetenversammlung bestand eine starke liberale Mehrheit. Möglicher liberaler Kandidat war Victor von Unruh. Da ein Oberbürgermeister jedoch durch die Krone bestätigt werden musste, bestand, im Ergebnis der gescheiterten Revolution 1848/1849, keine Aussicht einen liberalen Oberbürgermeister durchzusetzen. Dies um so mehr, da in der Stadt eine starke freireligiöse Gemeinde unter Leberecht Uhlich bestand, die von der Regierung als politische Gefahr gesehen wurde. Dem konservativen und königstreuen Hasselbach wurde daher auch die Bekämpfung dieser Gemeinde aufgegeben.
Hasselbach zeigte sich jedoch gegenüber der Stadtverordnetenversammlung kompromissfähig und sorgte damit für eine deutliche Beruhigung der politischen Situation in Magdeburg. Anlässlich einer Grundsteinlegung für einen Umbau des Augustinerklosters im Oktober 1853 gelang es Hasselbach den König von Preußen Friedrich Wilhelm IV. zu einem Besuch der Stadt zu gewinnen. Der König hatte seit dem Erstarken der Freien Gemeinde 1848 die Stadt gemieden. Nach diesem Besuch wurde der ausgesprochen konservative Hasselbach zum Oberbürgermeister ernannt.
In die Amtszeit Hasselbachs fiel die Entwicklung der Stadt zu einer modernen Industrie- und Großstadt. Es wurden diverse wichtige Modernisierungen eingeleitet. Der Bau des Wasserwerkes Buckau, die Regelung der Abwasserfrage, Gasbeleuchtung und Straßenpflasterung erfolgten. 1862 wurde eine neue Strombrücke über die Elbe eingeweiht.
Wichtigstes Projekt war jedoch die Stadterweiterung. Magdeburg war Festungsstadt und daher in seiner Ausdehnung eng durch den Festungsgürtel begrenzt. Die Entwicklung zur modernen Großstadt machte jedoch eine Erweiterung erforderlich. Ansiedlungen von Industriebetrieben war innerhalb der Stadt praktisch nicht möglich und erfolgten daher in den Vororten, insbesondere in Buckau. 1867 wurde  zunächst Sudenburg eingemeindet. 1871 gelang es Magdeburg, große Teile des Festungsgeländes im Westen und Süden der Stadt, insgesamt 54 Hektar, zu erwerben, wofür Kredite aufgenommen wurden. Die so gewonnenen Gebiete (im Westen bis Bahnhofstraße, im Süden bis zum heutigen Hasselbachplatz) wurden bis 1885 bebaut. Es entstanden private Gebäude aber auch städtische Einrichtungen, wie Schulen, das Stadttheater und die Wache der Berufsfeuerwehr, die zum Teil bis heute erhalten sind. 1874 wurde auf diesem Gelände ein neuer zentraler Bahnhof errichtet, der Magdeburg wieder eine große Bedeutung für den Eisenbahnverkehr gab. Mit der Erweiterung war die Einschnürung der Stadt durchbrochen. Magdeburg entwickelte sich zur Industriestadt. Es entstanden die großen Maschinenfabriken Rudolf Wolf; Hermann Gruson und Schäffer & Budenberg.
Hasselbach war Mitglied im Provinziallandtag der Provinz Sachsen und wurde dort 1875 stellvertretender Vorsitzender. Politisch blieb Hasselbach konservativ und gehörte diversen Organisationen konservativer und klerikaler Ausrichtung an. So verweigerte er für die Durchführung einer Trauerfeier für den Ehrenbürger Leberecht Uhlich die Bereitstellung des Rathaussaales. Er bekämpfte mit staatlichen Mitteln die entstehende Sozialdemokratie.
1881 wurde Hasselbach, zu seinem 30-jährigen Dienstjubiläum, Ehrenbürger der Stadt und schied aus dem Amt. Kurze Zeit später verstarb er.
Die preußische Offizier Richard von Hasselbach (* 1841; † 1894), nobilitiert am 21. Juni 1875 Bad Ems, und der Landrat Oskar von Hasselbach waren seine Söhne. Geheiratet hatte Hasselbach am 30. Mai 1837 in Stettin Augusta Erémat (* 6. September 1818 in Stettin; † 25. Januar 1904 in Magdeburg).

## Ehrungen

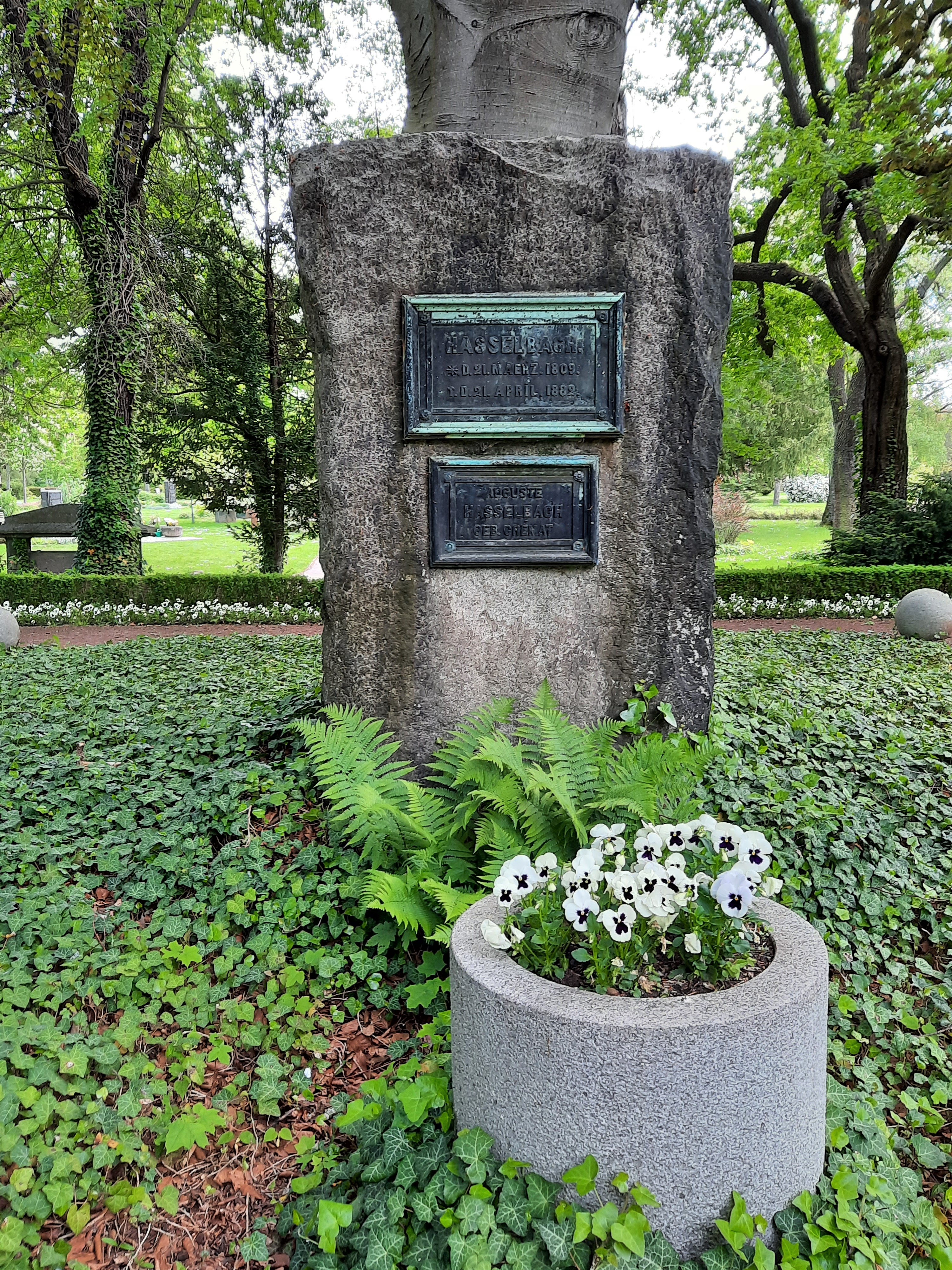
Grab Gustav Hasselbach

Im November 1890 setzte die Stadt Magdeburg ihm am südlichsten Punkt der durch ihn erreichten Stadterweiterung, dem heutigen Hasselbachplatz, mit dem Hasselbach-Brunnen ein Denkmal. Wegen der zunehmenden Verkehrsbelastung des Hasselbachplatzes wurde das Denkmal 1927 auf den Haydnplatz umgesetzt. Nach Hasselbach wurde im Erweiterungsgebiet außerdem eine Straße (Hasselbachstraße) in der Nähe des Hauptbahnhofs benannt.
Das Grab von Hasselbach befindet sich auf dem Südfriedhof Magdeburg in einem Rondell mit den Gräbern des Oberbürgermeisters Friedrich Bötticher sowie der Ehrenbürger Conrad Listemann und Otto Duvigneau.

## Weitere Literatur
- Magdeburger Burgermeister. in: Veröffentlichungen des Stadtarchivs Magdeburg, Hrsg. Stadtarchiv Magdeburg, Magdeburg 1992.
- Magdeburgischen Zeitung. Nachruf. 21. April 1882.
- Magdeburger Wochenschau. 3. April 1877.